# Despedida
"Despedida" (English: "Farewell") là một bài hát của nữ ca sĩ Shakira, viết bởi cô và Antonio Pinto cho phim 2007 của Mike Newell, Love in the Time of Cholera. Bài hát nằm trong EP cùng tên với bộ phim của Shakira.